# Ranchito del Tanque
Ranchito del Tanque är en ort i Mexiko.   Den ligger i kommunen Valparaíso och delstaten Zacatecas, i den centrala delen av landet, 600 km nordväst om huvudstaden Mexico City. Ranchito del Tanque ligger 1 879 meter över havet och antalet invånare är 320.
Terrängen runt Ranchito del Tanque är varierad. Ranchito del Tanque ligger nere i en dal. Runt Ranchito del Tanque är det mycket glesbefolkat, med 5 invånare per kvadratkilometer. Närmaste större samhälle är Valparaíso, 1,2 km norr om Ranchito del Tanque. Omgivningarna runt Ranchito del Tanque är i huvudsak ett öppet busklandskap.